# Luis Fernández Ortigosa
Luis Fernández Ortigosa fue un militar español que participó en la Guerra civil española.

## Biografía
Militar profesional, pertenecía al arma de infantería. Realizó sus estudios en la Academia de Infantería de Toledo, donde se licenció en 1913 con el grado de teniente. En diciembre de 1923, poco después del Golpe de Estado de Primo de Rivera, fue nombrado delegado gubernativo en San Roque (Cádiz). En marzo de 1924, en ejercicio de sus funciones, procedió a la destitución de la corporación municipal de La Línea de la Concepción.
En julio de 1936, al comienzo de la Guerra civil, ostentaba el rango de comandante y se encontraba destinado en el Estado Mayor de la 8.ª Brigada de Infantería, con base en Lérida. Se mantuvo fiel a la República, desempeñando diversas funciones durante la contienda. En marzo de 1937 fue nombrado comandante de la 104.ª Brigada Mixta, unidad que mandó durante el periodo de instrucción. Ascendería al grado de teniente coronel. Posteriormente sería nombrado jefe de Estado Mayor del XII Cuerpo de Ejército, desplegado en el frente de Aragón. En abril de 1938 sería nombrado jefe de Estado Mayor de la VI Cuerpo de Ejército, cargo que ejerció el resto de la contienda.